# El pou i el pèndol
El pou i el pèndol (en anglès The Pit and the Pendulum) és un conte d'Edgar Allan Poe, publicat el 1842 a Filadèlfia. La història tracta sobre els turments que va patir un presoner de la Inquisició espanyola, encara que Poe esbiaixa els fets històrics. El narrador de la història descriu la seva experiència de ser torturat. La història és especialment efectiva per inspirar la por al lector a causa del seu fort enfocament en els sentits, com el so, emfatitzant la seva realitat, a diferència de moltes de les històries de Poe que són ajudades pel sobrenatural. Se segueixen els elements tradicionals establerts en els contes de terror populars de l'època, però la recepció crítica s'ha mesclat. El conte ha estat adaptat a diverses pel·lícules.

## Trama
El narrador sense nom és jutjat davant de jutges sinistres de la Inquisició espanyola. Poe no proporciona cap explicació de per què està allí ni dels càrrecs pels que està sent jutjat. Davant d'ell hi ha set altes espelmes blanques sobre una taula i, a mesura que se consumeixen, les seves esperances de supervivència també disminueixen. Està condemnat a mort, després d'això es desmaia i a continuació es desperta per trobar-se en una habitació totalment fosca. Al principi, el presoner pensa que està tancat en una tomba, però després descobreix que està en una cel·la. Decideix explorar la cel·la col·locant un tros de la seva túnica contra la paret perquè pugui comptar els passos de la sala, però es desmaia abans de poder mesurar tot el perímetre.
Quan es torna a despertar, descobreix menjar i aigua a prop. Intenta mesurar de nou la cel·la i troba que el perímetre fa cent passos. Mentre travessa l'habitació, s'ensopega amb la vora de la seva túnica i cau, la seva barbeta aterrant a la vora d'un pou profund. S'adona que si no hagués ensopegat, hauria caigut en aquest pou.
Després de perdre la consciència una altra vegada, el narrador descobreix que la presó està lleugerament il·luminada i que està lligat a un marc de fusta a l'esquena, de cara al sostre. Per sobre, hi ha una imatge del Pare Temps, amb un pèndol afilat que fa un peu de banya a banya suspès d'ell. El pèndol oscil·la cap endavant i cap enrere i descendeix lentament, dissenyat per matar el narrador eventualment. No obstant això, és capaç d'atreure rates cap a ell tacant els seus llaços amb la carn que li queda per menjar. Les rates masteguen a través de les corretges, i ell es deixa anar just abans que el pèndol pugui començar a tallar el seu pit.
El pèndol es retira cap al sostre, i les parets s'escalfen i comencen a moure cap a l'interior, el que l'empeny lentament cap al centre de l'habitació i el pou. A mesura que perd el seu últim punt de suport i comença a caure, escolta un rugit de veus i trompetes, les parets es retreuen i un braç el posa fora de perill. L'exèrcit francès ha capturat la ciutat de Toledo i la Inquisició ha caigut en mans dels seus enemics.

## Manca d'autenticitat històrica
Poe no intenta descriure amb precisió les operacions de la Inquisició espanyola i té una llicència dramàtica considerable amb la història més àmplia que es basa en aquesta història. Els rescatadors són dirigits pel general Lasalle de Napoleó (que no tenia, tanmateix, el comandament de l'ocupació francesa de Toledo) i això situa l'acció durant la Guerra del Francès (1808–14), segles després de l'apogeu de la Inquisició espanyola. Les elaborades tortures d'aquesta història no tenen paral·lelismes històrics en l'activitat de la Inquisició espanyola en cap segle, i encara menys en el XIX, quan sota el regnat de Carles III i Carles IV només quatre persones van ser condemnades. No obstant això, la Inquisició va ser abolida durant el període d'intervenció francesa (1808–13).
La font original del mètode de la tortura del pèndol és un paràgraf del prefaci del llibre de 1826 La història de la inquisició espanyola del sacerdot espanyol, historiador i activista Juan Antonio Llorente, relatant un relat de segona mà per un sol presoner alliberat de la masmorra de Madrid de la Inquisició del 1820, que suposadament va descriure el mètode de la tortura amb pèndol. La majoria de les fonts modernes ho descarten com a fantasioses. Una teoria és que Llorente va mal entendre el relat que va escoltar; el pres en realitat es referia a una altra tortura comuna de la Inquisició, la garrutxa, en el qual el pres tenia les mans lligades darrere de la seva esquena i s'alçava del terra per una corda lligada a les mans. Aquest mètode també va ser conegut com el "pèndol".
Poe posa un epígraf llatí abans de la història, descrivint-ho com "un quartet compost per les portes d'un mercat que s'erigirà sobre el lloc de la Casa Club dels jacobins a París". L'epígraf no va ser una invenció de Poe; aquesta inscripció s'havia informat, no més tard de 1803, que s'havia compost amb la intenció (possiblement graciosa) d'haver-la col·locat en el lloc, i havia aparegut, sense atribució, com a trivialitats del Southern Literary Messenger del 1836, un periòdic al qual va contribuir Poe. No sembla, tanmateix, que el mercat mai s'hagi construït tal com estava previst. Charles Baudelaire, un poeta francès que va traduir les obres de Poe al francès i que va considerar Poe com a font d'inspiració, va dir que l'edifici del lloc del vell club jacobí no tenia portes i, per tant, cap inscripció.

## Anàlisi
"El pou i el pèndol" és un estudi de l'efecte que el terror té en el narrador, començant per la línia inicial, que suggereix que ja pateix ansietat per la mort ("jo estava malalt, malalt fins a la mort amb aquesta llarga agonia"). No obstant això, hi ha una ironia implícita en la referència al fet que els jutges vestits de negre tenen "llavis més blancs que el full en què traç aquestes paraules", el que demostra que ha sobreviscut i està escrivint la història després dels fets. A diferència de gran part de l'obra de Poe, la història no té elements sobrenaturals. El "realisme" de la història es veu reforçada a través de l'enfocament de Poe sobre les sensacions d'informació: la masmorra està sense aire i sense llum, el narrador està subjecte a la set i la fam, està envoltat per les rates, el pèndol afilat amenaça de tallar-lo i les parets de tancament estan roentes. El narrador experimenta la fulla principalment a través del so mentre "xiulava" mentre balancejava. Poe posa l'accent en aquest element de so amb paraules com el "surcingle", "cessació", "creixent" i "cimitarra" i diverses formes de rima consonant.

## Inspiració
Poe estava seguint un model establert d'escriptura de terror del seu dia, sovint vist a Blackwood's Magazine (una fórmula que es burla a A Predicament). Aquestes històries, però, sovint es van centrar en els esdeveniments d'atzar o venjança personal com a font de terror. Poe potser s'ha inspirat a centrar-se en la tortura impersonal proposada, en part per la History of the Spanish Inquisition (Història de la Inquisició espanyola) de Juan Antonio Llorente, publicada per primera vegada el 1817. També s'ha suggerit que el "pou" de Poe es va inspirar en una traducció de l'Alcorà (Poe havia fet referència a l'Alcorà també a "Al Aaraaf" i "Israfel" per George Sale. Poe estava familiaritzat amb Sale i, fins i tot, el va mencionar pel seu nom en una nota de la seva història "The Thousand-and-Second Tale of Scheherazade". La traducció de Sale va ser part d'un comentari i, en una d'aquestes notes, fa referència a una forma presumptament comuna de tortura i execució "llançant a la gent a un pou de foc brillant, d'on va rebre la denominació opressora del Senyor del Fossar."
Al propi alcorà, a Sura (Capítol) 85, "Els signes celestes", un passatge diu: "... els maleïts van ser els que van proporcionar el pou, el foc subministrat amb el combustible ... i els van afligir sense cap altre motiu, sinó perquè van creure en el poderós, el gloriós Déu." Poe també es considera que ha estat influenciat per The Iron Shroud, de William Mudford, una història curta sobre una cambra de tortura de ferro que es contrau mitjançant accions mecàniques i, finalment, aixafa la víctima a l'interior. Pel que sembla, Poe va tenir la idea de la càmera d'encongiment a "El pou i el pèndol" després de la publicació de la història de Mudford a la revista Blackwood el 1830.

## Publicació i resposta

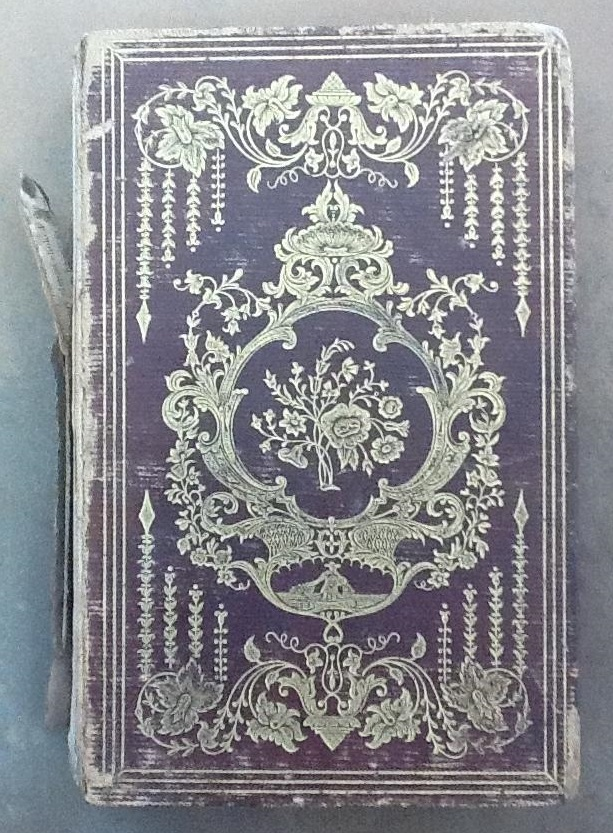
La portada de The Gift, Carey i Hart, Filadèlfia, 1843.

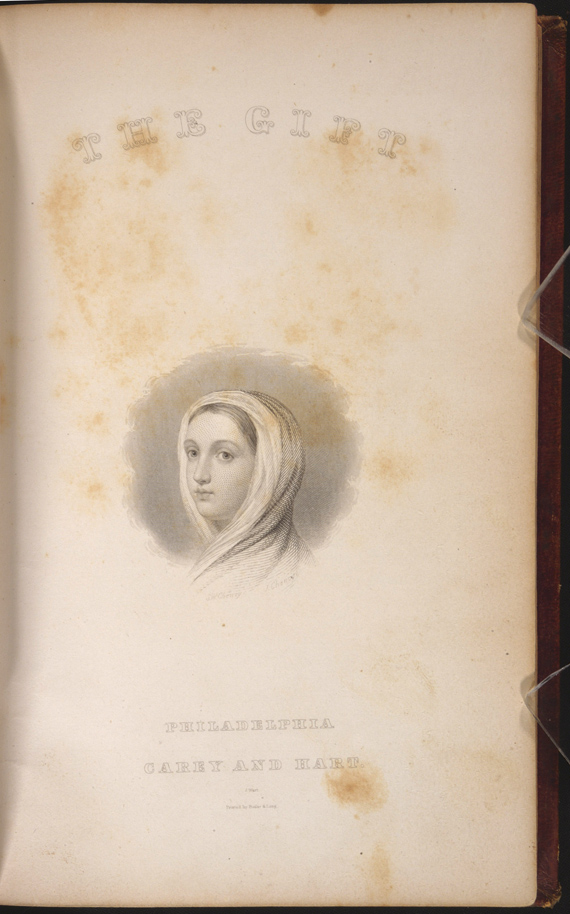
First appearance in The Gift, Carey and Hart, Philadelphia, 1843.

"El pou i el pèndol" va ser inclòs a The Gift: A Christmas and New Year's Present for 1843, publicat per Carey & Hart. Va ser revisada lleugerament per a una reedició del 17 de maig de 1845 de la revista Broadway.
William Butler Yeats era generalment crític amb Poe, anomenant-lo de "vulgar" "El pou i el pèndol", en particular, va dir, "No em sembla que tingui un valor literari permanent de cap tipus ... Analitzeu el pou i el pèndol i trobareu una atracció als nervis per mitjà de penalitats físiques".

## Adaptacions
- S'han produït diverses adaptacions cinematogràfiques de la història, inclosa la primera pel·lícula en llengua francesa Le Puits et le pendule el 1909 per Henri Desfontaines. La primera adaptació en anglès va ser el 1913, dirigida per Alice Guy-Blaché.[21]
- La pel·lícula de 1935, The Raven, protagonitzada per Boris Karloff i Bela Lugosi, presenta un dispositiu de tortura amb pèndol a la masmorra sota la casa del doctor Vollin obsessionat per Poe, interpretat per Lugosi.
- La pel·lícula de 1961, The Pit and the Pendulum, dirigida per Roger Corman i protagonitzada per Vincent Price i Barbara Steele, igual que els altres lliuraments de Corman/Price "Cicle Poe", té una semblança mínima amb la història de Poe: l'aparell de tortura del títol apareix només en els últims 10 minuts de la pel·lícula. La raó d'això és que la història era massa curta per convertir-se en un llargmetratge. El pla era tenir un tercer acte que seria fidel a Poe, mentre que els altres dos estaven escrits de manera que el repartiment i l'equip esperaven que seria similar a una trama de Poe. Una novel·la de la pel·lícula va ser escrita per Lee Sheridan adaptada del guió de Richard Matheson el 1961 i publicada per Lancer Books en edició de butxaca.
- La pel·lícula francesa de 1964 The Pit and the Pendulum va ser dirigida per Alexandre Astruc i protagonitzada per Maurice Ronet.
- En l'episodi 8 de la 5a temporada d'Els Picapedra, el Dr. Sinistre té Fred i Barney amenaçats per un dispositiu de tortura de pèndol, fins que Barney descobreix que pot utilitzar la fulla per tallar les fixacions de les seves nines.
- Una adaptació cinematogràfica de l'Alemanya occidental de 1967 de la història de Poe titulada "El dimoni de la sang" va ser dirigida per Harald Reinl i protagonitza Christopher Lee.
- El 1970, Vincent Price va incloure una recitació en solitari de la història en la pel·lícula antològica Un capvespre d'Edgar Allan Poe.
- En un episodi de 1970 de la sèrie de dibuixos animats The Perils of Penelope Pitstop, titulada "London Town Treachery", la Hooded Claw ha capturat Penelope i intenta matar-la fent servir un pèndol que oscil·la més avall i més baix, com en la història de Poe.
- El 1983, el surrealista txec Jan Švankmajer va dirigir un curtmetratge d'acció en directe de 15 minuts que es deia The Pendulum, the Pit and Hope, basat en aquesta història i en el relat curt "Una tortura per esperança" de Villiers de l'Isle-Adam. Es tracta d'una adaptació bastant fidel d'ambdues històries, amb una visió única de la càmera en primera persona i segments produïts a l'animació d'stop-motion i retallable de la marca comercial de Švankmajer. La major part del disseny de l'art va ser feta per la seva dona, Eva Švankmajerová.
- El 1989, el primer episodi de la cinquena temporada de la sèrie de televisió dels Estats Units MacGyver mostra al protagonista lligat com a víctima d'un pèndol semblant al de Poe.
- El 1991 es va estrenar una versió cinematogràfica de la història dirigida per Stuart Gordon i protagonitzada per Lance Henriksen. La trama va ser alterada per una història d'amor ambientada a l'Espanya de 1492.
- El 2006 es va produir una premiada adaptació animada d'stop-motion de la història sota el lema "Ray Harryhausen Presents".
- La pel·lícula de terror de 2009 dirigida per David DeCoteau té poca semblança amb la història original, però, igual que la versió de 1961, utilitza el gran pèndol oscil·lant a la penúltima escena. La pel·lícula segueix un grup d'estudiants universitaris que visiten un institut d'hipnoteròpia dominat per un sinistre hipnotitzador que vol utilitzar els estudiants per experimentar amb la possibilitat de trencar el llindar del dolor.
- La pel·lícula de terror/misteri de 2012 The Raven, protagonitzada per John Cusack en el paper d'Edgar Allan Poe, conté múltiples recreacions de les històries de terror de Poe. S'inclou una escena on es recrea l'escenari "El pou i el pèndol" i mata amb èxit a la seva víctima.
- L'antologia animada de 2015 Contes extraordinaris inclou "El pou i el pèndol", narrada per Guillermo del Toro.